# 농촌마을주택연구회
농촌마을주택연구회는 농어촌마을 및 주택에 관한 학술연구, 기술개발, 정보교환 등을 통하여 농어촌마을 및 주택의 개발과 정비에 기여하고 회원 상호간의 친목을 도모를 목적으로 1993년 9월 4일 설립된 대한민국 농림축산식품부 소관의 사단법인이다. 사무실은 서울특별시 마포구 상수동 271
우성빌딩 202호에 있다.

## 주요 사업
- 농어촌마을 및 주택과 관련된 자료수집, 조사, 분석평가
- 농어촌마을 주택 정비과 건설을 위한 종합계획수립․설계공법개발
- 농어촌마을 주택과 관련된 국내외 단체와 학술교류
- 마을․주택개발과 정비에 관한 정책연구 및 학술연구발표
- 농산어촌주택 표준도 개발․보급과 자체표준화 사업연구
- 연구회지․서적발행
- 해외연수 및 시찰의 지원 등